# Георгиевский, Алексей Иванович
Алексе́й Ива́нович Гео́ргиевский (14 января 1904 — 4 декабря 1984, Москва) — российский и советский богослов и филолог. Кандидат словесности.

## Биография
Родился в семье псаломщика (затем ставшего диаконом) Ильинского храма в Черкизово.
Окончил Перервинское духовное училище (1918), единую трудовую школу (1922), Государственный институт слова (1926) с учёной степенью кандидата словесности.
До 1943 года преподавал русский язык и литературу в средних и высших учебных заведениях.
С 1943 — член комиссии по подготовке и открытию духовных школ в Москве.
С 1944 — доцент кафедры литургики и учёный секретарь Богословского института (с 1946 — Московской духовной академии).
На Поместном Соборе 1945 года возглавлял мандатную комиссию по выбору патриарха Московского и всея Руси. На заседании этого же Собора 2 февраля им был зачитан доклад о составе и полномочиях Собора.
С 1958 — профессор, с 1974 — заслуженный профессор Московской духовной академии по кафедре литургики и стилистики русского языка.
В 1948 году выступил с докладом о церковном календаре на Совещании глав и представителей автокефальных православных Церквей в связи с празднованием 500-летия автокефалии Русской Православной Церкви. Поддержал сохранение в церкви юлианского календаря, критиковал григорианский календарный стиль.
Был членом совета и правления Московской духовной академии.
В 1950—1953 годах — и. о. ответственного секретаря редакции «Журнала Московской Патриархии».
В 1951 году Блаженнейшим Патриархом Антиохии и всего Востока Александром III был награжден орденом святых первоверховных апостолов Петра и Павла. Награда была вручена в Лопухинском корпусе Новодевичьего монастыря настоятелем храма Антиохийского подворья архимандритом Василием (Самахой).
В 1954—1959 годах — член Отдела внешних церковных сношений (ОВЦС).
Скончался 4 декабря 1984 года, на 81-м году жизни после продолжительной болезни.
Похоронен на Преображенском кладбище в Москве.

## Воспоминания
К. Е. Скурат, заслуженный профессор Московской духовной академии, доктор церковной истории:
«Профессор Алексей Иванович Георгиевский читал Литургику. Конспекту он строго не следовал, но все-таки придерживался или его, или своих дополнительных записей. Читал живо, всем ставил хорошие отметки. Троек по его предмету не было. Мы называли его „Радость моя“, потому что это были его любимые слова, которые он часто повторял, добавляя еще к ним: „Целую вас“.»

## Труды
- Образ Святейшего Патриарха Сергия по его письмам // Патриарх Сергий и его духовное наследство. М., 1947. С. 92-98;
- О церковном календаре. М., 1948, 1996 п;
  - О церковном календаре // Календарный вопрос: Сб. М., 2000. С. 61-77;
- Чинопоследование Божественной литургии (1951).
- Воистину Воскрес // Журнал Московской Патриархии. М., 1951. № 5. стр. 40-41.
- О бессмертии души и воскресении мертвых (по проповедям Митрополита Николая) // Журнал Московской Патриархии. М., 1952. № 4. стр. 45-49.
- Московское торжество // Журнал Московской Патриархии. М., 1952. № 11. стр. 26-29.
- Пасхальное Богослужение // Журнал Московской Патриархии. М., 1953. № 4. стр. 54-59.
  - Пасхальное богослужение // Журнал Московской Патриархии. М., 1996. № 4-5. стр. 82-86.
- Служба праздника Рождества Пресвятыя Богородицы // Журнал Московской Патриархии. М., 1953. № 9. стр. 36-38.
- Страница из жизни преподобного Серафима // Журнал Московской Патриархии. М., 1953. № 7. стр. 28-31.
- Смысл обряда // Вестник Русского Западно-Европейского Патриаршего Экзархата. М., 1955. № 21. стр. 76-86.
- Смысл и значение обрядов Православной Церкви // Журнал Московской Патриархии. М., 1957. № 4. стр. 48-51.
- Тихая радость // Журнал Московской Патриархии. М., 1964. № 5. стр. 59-60.
- С нами Бог! // Журнал Московской Патриархии. М., 1966. № 12. стр. 66-68.
- Служение миру и любви (к 20-летию патриаршей деятельности Святейшего Патриарха Алексия) // Журнал Московской Патриархии. М., 1965. № 2. стр. 45-51.
- Великая радость [Рождество Христово] // Журнал Московской Патриархии. М., 1965. № 12. стр. 59-60.
- Воскресение Христово — источник вечной жизни и радости // Журнал Московской Патриархии. М., 1965. № 4. стр. 68-69.
- Радость совершенная // Журнал Московской Патриархии. М., 1966. № 4. стр. 50-52.
- Воистину Христос воскресе! // Журнал Московской Патриархии. М., 1967. № 4. стр. 62-65.
- Торжество неба и земли // Журнал Московской Патриархии. М., 1968. № 1. стр. 62-65.
- Великий праздник любви и мира // Журнал Московской Патриархии. М., 1969. № 1. стр. 73-74.
- Гимн торжествующей любви // Журнал Московской Патриархии. М., 1969. № 4. стр. 68-71.
- Воспоминания о Соборе 1945 года // Журнал Московской Патриархии. М., 1970. № 2. стр. 23-24.
- Выступление по докладу епископа Питирима // Богословские труды. М., 1970. № 5. стр. 227—229.
- Об исповеди перед причащением Святых Таин по свидетельству древнехристианской письменности // Журнал Московской Патриархии. М., 1970. № 1. стр. 68-73.
- Радость Праздника праздников — Воскресения Христова // Журнал Московской Патриархии. М., 1970. № 5. стр. 71-72.
- О Поместном Соборе 1945 года (из воспоминаний участника Собора) // Журнал Московской Патриархии. М., 1971. № 2. стр. 18-21.
- Профессор-протоиерей Иоанн Козлов [некролог] // Журнал Московской Патриархии. М., 1971. № 11. стр. 34-35.
- Рождественская радость // Журнал Московской Патриархии. М., 1972. № 12. стр. 61.
- Торжество веры и любви // Журнал Московской Патриархии. М., 1973. № 4. стр. 35-36.
- Профессор Анатолий Васильевич Ушков [некролог] // Журнал Московской Патриархии. М., 1972. № 3. стр. 28-29.
- Рождественское благовестие // Журнал Московской Патриархии. М., 1975. № 12. стр. 43-44.
- Литургическая справка о хлебе, употребляемом Православной Церковью для совершения Евхаристии // Журнал Московской Патриархии. М., 1976. № 6. стр. 76.
- Святейшая Евхаристия в связи с учением о Церкви Православной // Журнал Московской Патриархии. М., 1977. № 6. стр. 74-75.
- Святейшая Евхаристия в связи с учением о Церкви Православной // Журнал Московской Патриархии. М., 1977. № 7. стр. 75-78.
- Ревностный кормчий Русской Православной Церкви [Патриарх Алексий I] [доклад в МДА, посвященный 100-летию со дня рождения Патриарха Алексия I] // Журнал Московской Патриархии. М., 1978. № 3. стр. 13-15.
- Вечная память почившим [Георгиевский В. И., протодиакон, Москва] // Журнал Московской Патриархии. М., 1981. № 7. стр. 34.
- О воскресении мертвых в связи с Евхаристией, в свете учения Священного Писания // Богословские труды. М., 1976. № 16. стр. 33-45.
- Церковная свеча и ее символика // Журнал Московской Патриархии. М., 1977. № 9. стр. 78-80.
- Догмат о воскресении в эпоху Вселенских Соборов [библ. 33] // Богословские труды. М., 1984. № 25. стр. 321—336.
- Камчатский миссионер [митрополит Новосибирский Нестор] // Журнал Московской Патриархии. М., 1990. № 11. стр. 29-32.
- Памяти художника // Официальная хроника. Журнал Московской Патриархии. М., 1993. пробн. номер. стр. 44-45.

## Награды
- орден св. Владимира 3-й и 2-й степени
- орден прп. Сергия Радонежского 2-й степени
- орден свв.апп. Петра и Павла Антиохийской Православной Церкви